# Himno de Andalucía
Himno de Andalucía – specjalna wersja hymnu Andaluzji nagrana przez Davida DeMaríę, Pastorę Soler i Vanesę Martín, wydana jako singel 23 lutego 2010 przez wytwórnię Warner Music Spain.
Utwór został nagrany z okazji wydania oraz w celu promocji charytatywnego albumu Andalucía por la humanidad, którego dochód ze sprzedaży został przeznaczony na pomoc ofiarom trzęsienia ziemi na Haiti.
Singel znalazł się na 1. miejscu na oficjalnej hiszpańskiej liście sprzedaży.

## Lista utworów
- Digital download[4]

1. „Himno de Andalucía” – 3:35

## Pozycja na liście sprzedaży
| Kraj      | Notowanie (2010) | Najwyższa pozycja |
| --------- | ---------------- | ----------------- |
| Hiszpania | PROMUSICAE       | 1                 |